# Stadion Hałyczyna w Drohobyczu
Stadion Hałyczyna – stadion sportowy w Drohobyczu, na Ukrainie. Jego pojemność wynosi 5000 widzów. Obecnie (2020) stadion jest opuszczony i niszczeje.
Obiekt istniał już przed II wojną światową. W 1936 roku stadion został rozbudowany, obok wybudowano również basen pływacki. W okresie międzywojennym z obiektu korzystały m.in. kluby Junak, Watra, Betar i Tur. Najważniejszym z tych klubów był Junak, który w 1939 roku był bliski awansu do I ligi, ale rozgrywki przerwał wybuch wojny. Po wojnie Drohobycz znalazł się w granicach Związku Radzieckiego, a gospodarzami areny były kolejno drużyny pod nazwami Spartak, Naftowyk, Chimik. W 1989 roku na bazie SKA-Karpaty Lwów powstał zespół Hałyczyna Drohobycz (początkowo pod nazwą SFK Drohobycz). Przez dwa sezony klub ten występował na trzecim poziomie rozgrywek piłkarskich w ZSRR. Po rozpadzie Związku Radzieckiego, w pierwszym sezonie rozgrywek niepodległej Ukrainy (1992) zespół ten grał w pierwszej lidze (drugi poziom ligowy), później, do 2003 roku występował w drugiej lidze (trzeci poziom). W 2010 roku klub rozwiązano i stadion pozostał bez gospodarza. Przed Euro 2012 obiekt miał szansę stać się jednym z ośrodków treningowych, rozpoczęła się nawet jego modernizacja, ale prac nie dokończono i stadion pozostaje nieużywany, popadając w coraz większą ruinę, choć wciąż pojawiają się plany jego rewitalizacji. W 2017 roku reaktywowano Hałyczynę Drohobycz, ale drużyna ta po wznowieniu działalności rozgrywa już swoje spotkania na stadionie Kameniar, położonym we wschodniej części miasta, przy drodze prowadzącej na Stryj.